# Milín
Milín (německy Milin) je obec v okrese Příbram ve Středočeském kraji, asi 6 km jižně od Příbrami. Žije zde přibližně 2 200 obyvatel.

## Historie
Archeologické nálezy dokládají pravěké osídlení. První písemná zmínka o obci pochází z roku 1336. 
Jako důležitá silniční křižovatka a železniční překladiště silně poškozena bombardováním v dubnu 1945. Na území obce proběhly jedny z posledních bojových operací druhé světové války v Evropě, poslední výstřely padly v jejím okolí v noci z 11. na 12. května 1945.

## Obecní správa

### Části obce
- Buk (k. ú. Milín)
  - v roce 1939 patřila osada ke dvěma obcím: severní část k obci Konětopy, jižní část k obci Milín[4]
- Kamenná (k. ú. Kamenná u Příbramě)
  - mezi Milínem a Kamennou leží obec Lazsko, Kamenná je tak exklávou
- Konětopy (k. ú. Konětopy u Příbramě)
  - k Milínu připojeny roku 1976[5]
- Milín (k. ú. Milín)
- Rtišovice (k. ú. Rtišovice)
  - k Milínu byly připojeny někdy v době integrace obcí[6]
- Stěžov (k. ú. Stěžov)
  - k Milínu připojen roku 1979[7]

Součástí obce je také základní sídelní jednotka Slivice. K obci patří také Kojetín, Kotalík, Na Bolině, Na Pelechu, Podrejžský Mlýn, Podstěžovský Mlýn, Stržený Mlýn, U Hadačů a U Podhrobského.
Sousedními obcemi sídla jsou Smolotely, Pečice, Tochovice, Třebsko, Lazsko, Vrančice, Háje, Příbram, Lešetice, Dolní Hbity, Jablonná, Radětice, Ostrov a Višňová.
Milín je bývalý městys.
V minulosti byla k Milínu připojena řada vesnic, z nichž některé se později osamostatnily. Od 1. ledna 1976 do 30. června 1990 byly součástí obce i Lešetice. K 1. lednu 1980 byly k Milínu připojeny vesnice jižně od něj: Mýšlovice, Těchařovice, Vrančice a Životice. Dne 24. listopadu 1990 se obyvatelé Vrančic a Životic rozhodli vytvořit společnou obec Vrančice. K 23. lednu 1992 se k Vrančicím připojily také Mýšlovice. Těchařovice, které leží nejjižněji z těchto čtyř osad, se 1. ledna 1993 osamostatnily. 24. listopadu 1990 se osamostatnily také Radětice s osadou Palivo, což způsobilo, že se Stěžov stal téměř exklávou Milína. V roce 1992 bylo dohodnuto rozdělení společného katastrálního území Těchařovic, Mýšlovic a Životic na dvě části: k. ú. Těchařovice a k. ú. Mýšlovice. V rámci k. ú. Mýšlovice byla oddělena část náležející osadám Mýšlovice a Životice.

### Územněsprávní začlenění
Dějiny územněsprávního začleňování zahrnují období od roku 1850 do současnosti. V chronologickém přehledu je uvedena územně administrativní příslušnost obce v roce, kdy ke změně došlo:
- 1850 země česká, kraj Praha, politický i soudní okres Příbram[10]
- 1855 země česká, kraj Praha, soudní okres Příbram
- 1868 země česká, politický i soudní okres Příbram
- 1939 země česká, Oberlandrat Tábor, politický i soudní okres Příbram[11]
- 1942 země česká, Oberlandrat Praha, politický i soudní okres Příbram[12]
- 1945 země česká, správní i soudní okres Příbram[13]
- 1949 Pražský kraj, okres Příbram[14]
- 1960 Středočeský kraj, okres Příbram
- 2003 Středočeský kraj, okres Příbram, obec s rozšířenou působností Příbram

### Členství ve sdruženích
Milín je členem MAS Podbrdsko, z.s.

### Partnerská města
- Ledro, Itálie, od roku 2008[16]

## Společnost

### Rok 1932
V roce 1932 byly v městysi Milín (přísl. Buk, Palivo, 995 obyvatel) evidovány tyto živnosti a obchody:
- Instituce a průmysl: poštovní úřad, telefonní úřad, telegrafní úřad, četnická stanice, katol. kostel, sbor dobrovolných hasičů, živnostenské společenstvo, cihelna, družstvo pro rozvod elektrické energie v Milíně, hospodářské skladištní družstvo, kamenický závod, mlýn, pivovar.
- Služby (výběr): lékař, autodílna, autodoprava, 2 cukráři, 6 hostinců, malíř pokojů, obchod s obuví Baťa, 2 pekaři, pokrývač, sedlář, sklenář, 3 sochaři kamene, Spořitelní a záložní spolek v Milíně, 3 švadleny, tesařský mistr, 3 truhláři, zahradnictví, 2 zámečníci.

V obci Kamenná (přísl. Vojna, Zavržice, 420 obyvatel, samostatná obec se později stala součástí Milína) byly v roce 1932 evidovány tyto živnosti a obchody: družstvo pro rozvod elektrické energie Lazsko-Kamenná, 3 hostince, kovář, 2 mlýny, obchod s lahvovým pivem, trafika.
Ve vsi Konětopy (přísl. Buk, Jeruzalem, Jesenice, 544 obyvatel, samostatná ves se později stala součástí Milína) byly v roce 1932 evidovány tyto živnosti a obchody: 6 hostinců, kovář, 2 obchody s lahvovým pivem, rolník, 2 obchody se smíšeným zbožím, 4 trafiky.
V obci Rtišovice (189 obyvatel, samostatná obec se později stala součástí Milína) byly v roce 1932 evidovány tyto živnosti a obchody: bednář, 2 cihelny, hostinec, kovář, krejčí, 2 mlýny, 2 pojišťovací jednatelství, obchod se smíšeným zbožím, trafika, velkostatek.
V obci Stěžov (214 obyvatel, samostatná obec se později stala součástí Milína) byly v roce 1932 evidovány tyto živnosti a obchody: družstvo pro rozvod elektrické energie Radětice a Stěžov, 2 hostince, jednatelství, kovář, krejčí, mlýn, 4 rolníci, obchod se smíšeným zbožím, Spořitelní a záložní spolek pro Stěžov, 2 tesařští mistři, trafika.

## Pamětihodnosti
- Pseudorománský kostel sv. Václava, ve zdi kostela zasazen symbolický poslední granát, který byl nabit, ale nebyl již vystřelen.
- Nedaleko obce se nachází monumentální pomník poslední bitvy druhé světové války v Evropě z roku 1970, u něj je každoročně pořádána rekonstrukce této poslední bitvy.
- V lokalitě Na Homoli stojí kaple sv. Jana Nepomuckého.
- Severně místní část Slivice s dominantním gotickým kostelem sv. Petra s raně barokní věží.
- Zámek Kamenná – původně renesanční zámek ze 16. století. Dlouhodobá neúdržba vedla k propadu střech a stropů, ze zámku zbývají obvodové zdi.
- Benzínová stanice v Milíně

## Osobnosti
Osobnosti, které se zde narodily nebo působily:
- Dr. Emanuel Bořický (1840–1881), zakladatel české mineralogie a petrografie
- Josef Valenta (1890–1945), řídící učitel a první milínský kronikář
- prof. Bedřich Svatoš (1908–1990), spisovatel

## Doprava

### Dopravní síť
Okolo obce vede silnice I/4 Praha – Strakonice – Vimperk – Strážný (nově budovaná dálnice D4). Z obce vychází silnice II/174 Milín – Březnice – Bělčice – Lnáře – Kadov – Svéradice – Velký Bor a I/66 Milín – Příbram. Směrem k obci vede také silnice II/604 Dubenec – Bytíz a Mirotice – Předotice. Do obce dále vedou silnice III. třídy.

### Autobusová doprava 2024
Autobusovou dopravu v obci Milín zajišťují společnosti Arriva Střední Čechy, DATA AUTOTRANS a ŠVARCTRANS. Obec je součástí Pražské integrované dopravy (PID). V obci se nacházejí zastávky Milín, Milín,sídliště, Milín,škola a Milín,ZOD. Na silnici II/174 směrem do Lazska se nachází zastávka Milín,Nádražní. Ve Slivici je zastávka Milín,Slivice, na území Buku se nacházejí zastávky Milín,Buk a Milín,Buk,křiž. V Kamenné se nachází zastávka Milín,Kamenná, v Konětopech je to Milín,Konětopy a ve Stěžově zastávka Milín,Stěžov. Na silnici I/4 se nacházela zastávka Milín,Rtišovice,rozc., která však byla zrušena. V důsledku toho Rtišovice již nemají žádnou autobusovou zastávku. Obcí procházejí autobusy linek 407, 480, 488, 500, 511, 143103, 370701, 370702, 370703. Linka 407 spojuje Prahu s Milínem, Chraštičkami, Zalužany, Lety, Čimelicemi a Pískem. Linka 480 propojuje Příbram s Lešeticemi, Milínem, Pečicemi, Cetyní, Bohosticemi, Solenicemi, Milešovem, Klučenicemi, Kovářovem a Milevskem. Linka 488 začíná v Příbrami a pokračuje přes Milín, Chraštice, Mirovice, Čimelice a Mirotice až do Písku. Linka 500 propojuje Příbram s Milínem, Raděticemi, Jablonnou, Horními Hbity, Dolními Hbity, Solenicemi, Zduchovicemi, Kamýkem nad Vltavou, Řadovy, Krásnou Horou nad Vltavou a Petrovicemi. Linka 511 zajišťuje spojení také s Lešeticemi a Příbramí. V opačném směru míří do Březnice a projíždí obcemi Milín, Lazsko, Ostrov, Tochovice, Horčápsko, Starosedlský Hrádek, Tušovice, Svojšice, Chraštice, Nestrašovice a dalšími vesnicemi na trase. Autobusová linka 143103 spojuje Prahu, Milín, Mirovice, Blatnou, Horažďovice, Rabí, Sušici, Kašperské Hory, Rejštejn, Modravu a Horskou Kvildu, přičemž obsluhuje i další obce na své trase. Linka 370701 spojuje Prachatice, Husinec, Vlachovo Březí, Volyni, Strakonice, Čimelice a Milín s Prahou, přičemž taktéž obsluhuje další obce na své trase. Linka 370702 spojuje Kvildu se Stachy, Zdíkovem, Vimperkem, Čkyní, Volyní, Strakonicemi, Čimelicemi, Milínem a Prahou, přičemž také obsluhuje další obce na své trase. Poslední linkou je linka 370703, která vyjíždí ze Strážného a pokračuje ve směru Lenora, Volary, Prachatice, Strunkovice nad Blanicí, Bavorov, Vodňany, Protivín, Písek, Čimelice, Milín a Praha, přičemž obsluhuje i další obce na své trase.

### Železniční doprava 2024

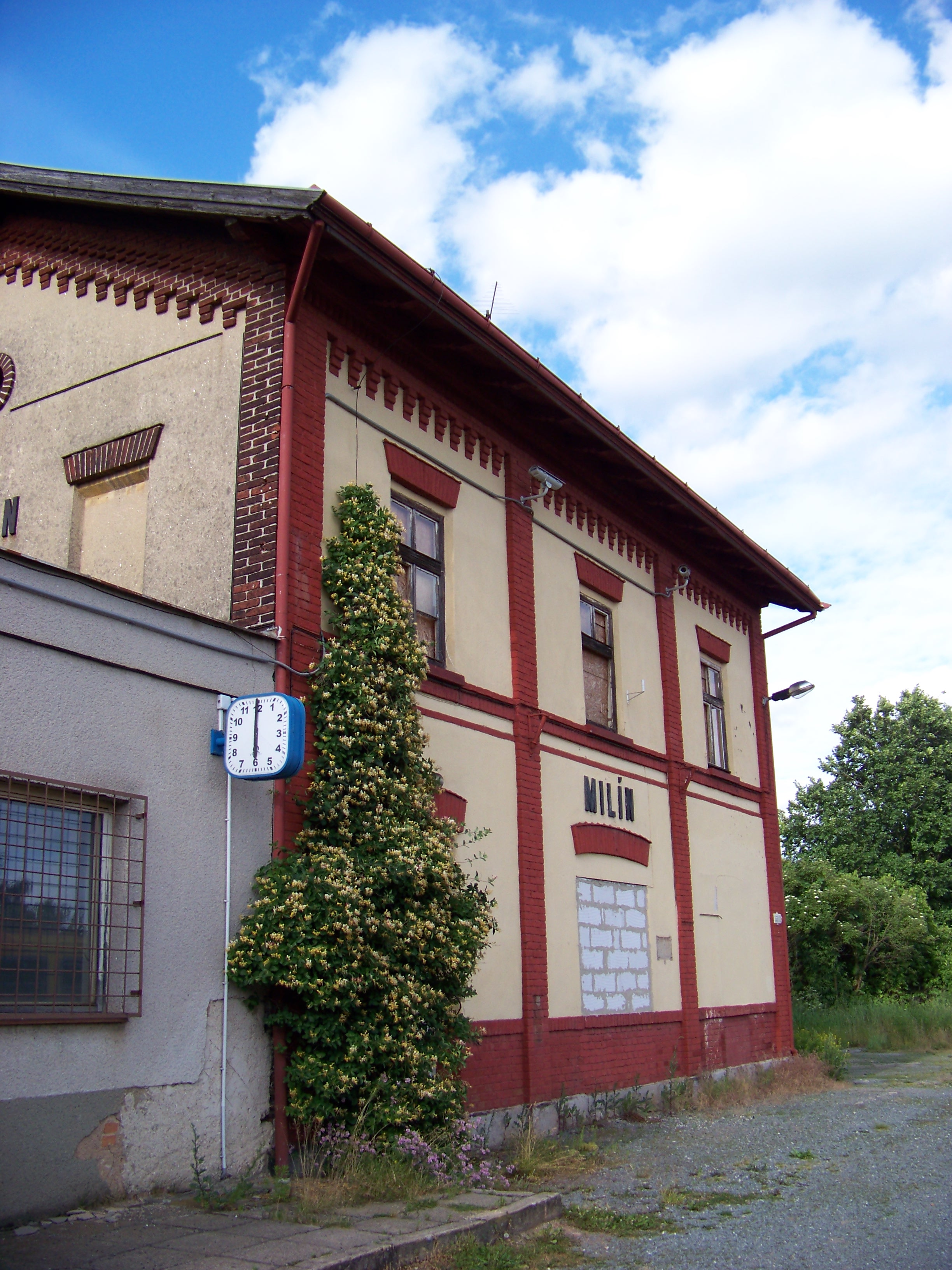
Nádraží

Územím obce prochází jednokolejná regionální železniční trať Zdice–Protivín, která byla uvedena do provozu v roce 1875. Nedaleko obce se nachází železniční stanice Milín. Zastavují zde osobní vlaky linky S60, provozované společností České dráhy. Tyto vlaky jezdí z Berouna přes Zdice a Příbram a pokračují dále do Březnice, Blatné nebo Strakonic. O víkendech a svátcích během sezóny zastavuje na milínském nádraží také spěšný vlak Českých drah linky T6 s názvem Cyklo Brdy, směřující z Prahy do Blatné. Během letních prázdnin vyjíždí turistický vlak Cyklohráček z Prahy hlavního nádraží a pokračuje přes Dobřichovice, Řevnice, Beroun, Zdice, Příbram, Březnici až do Rožmitálu, odkud se vrací zpět do Prahy.

## Turistika
- Cyklistika – Obcí prochází cyklotrasa č. 302 Dolní Líšnice - Smolotely - Milín - Příbram - Hořovice.
- Pěší turistika – Od nádraží Milín vychází turistická trasa  Milín - Chraštice - Podholušice.